# Ju 488 (航空機)
ユンカース Ju 488
- 用途：重爆撃機
- 製造者：ユンカース
- 運用者：ドイツ空軍
- 初飛行：1943年12月22日
- 生産数：2機
- 運用状況：試作のみ

ユンカース Ju 488（Junkers Ju 488）は、第二次世界大戦に計画されたドイツの重爆撃機である。開発プロジェクトは試作段階以降には進まなかった。

## 概要
ドイツ空軍の高性能4発戦略爆撃機の生産への努力がなされている中、1944年にユンカース社からユンカース Ju 188、Ju 288、Ju 388の構成品を組み合わせて新規の主翼と胴体に取り付けるという簡潔な設計案が提出された。これは胴体長がほぼ20.4 m、主翼長が31.4 mの流麗な機体となった。
Ju 488は当初4基のBMW 801J 星型エンジンを装備する計画であったが、後期型ではユンカース ユモ 222 エンジンに換装される予定であった。最初の2機の試作機のJu 488 V401とV402の胴体部はフランスのラテコエール社（Latécoère）で製造される一方で他の部位はドイツのユンカース社で製造された。Ju 488 V401とV402の胴体は1944年には完成していたが、1944年7月16日にフランスのレジスタンス運動により損傷を受けた。
あとのV403からV406までの4機の試作機の製造は優先度を下げられて作業は続けられたが終戦までに完成しなかった。

## 要目
(Ju 488A)
- 乗員：3名
- 全長：23.24 m (76 ft 3 in)
- 全幅：31.28 m (102 ft 7+3⁄4 in)
- 全高：6.09 m (20 ft 0 in)
- 翼面積：88.00 m2 (947.22 ft2)
- 空虚重量：21,000 kg (46,297 lb)
- 最大離陸重量：36,000 kg (79,366 lb)
- エンジン：ユンカース ユモ 222 A-3/B-3 24気筒 液冷エンジン、2,500 PS (1,864 kW) × 4
- 最大速度：690 km/h (429 mph)、高度7,200 m (23,620 ft)で
- 巡航速度：487 km/h (303 mph)
- 巡航高度：11,350 m (37,240 ft)
- 航続距離：3,395 km (2,110 miles)
- 上昇率 : 551 m/min (1,810 ft/min)

- 武装：
  - 13 mm MG 131機関銃 × 2 （尾部銃塔）
  - 20 mm MG 151機関砲 × 2 （胴体背面銃座）
  - 爆弾: 5,000 kg (11,023 lb)まで。disposable stores in internal bay